# Yon-Ka
 (septembre 2021).
Yon-ka est une marque française et familiale de cosmétiques, spécialisée dans la phyto-aromathérapie. Elle est exploitée par la société Les Laboratoires Multaler.

## Historique

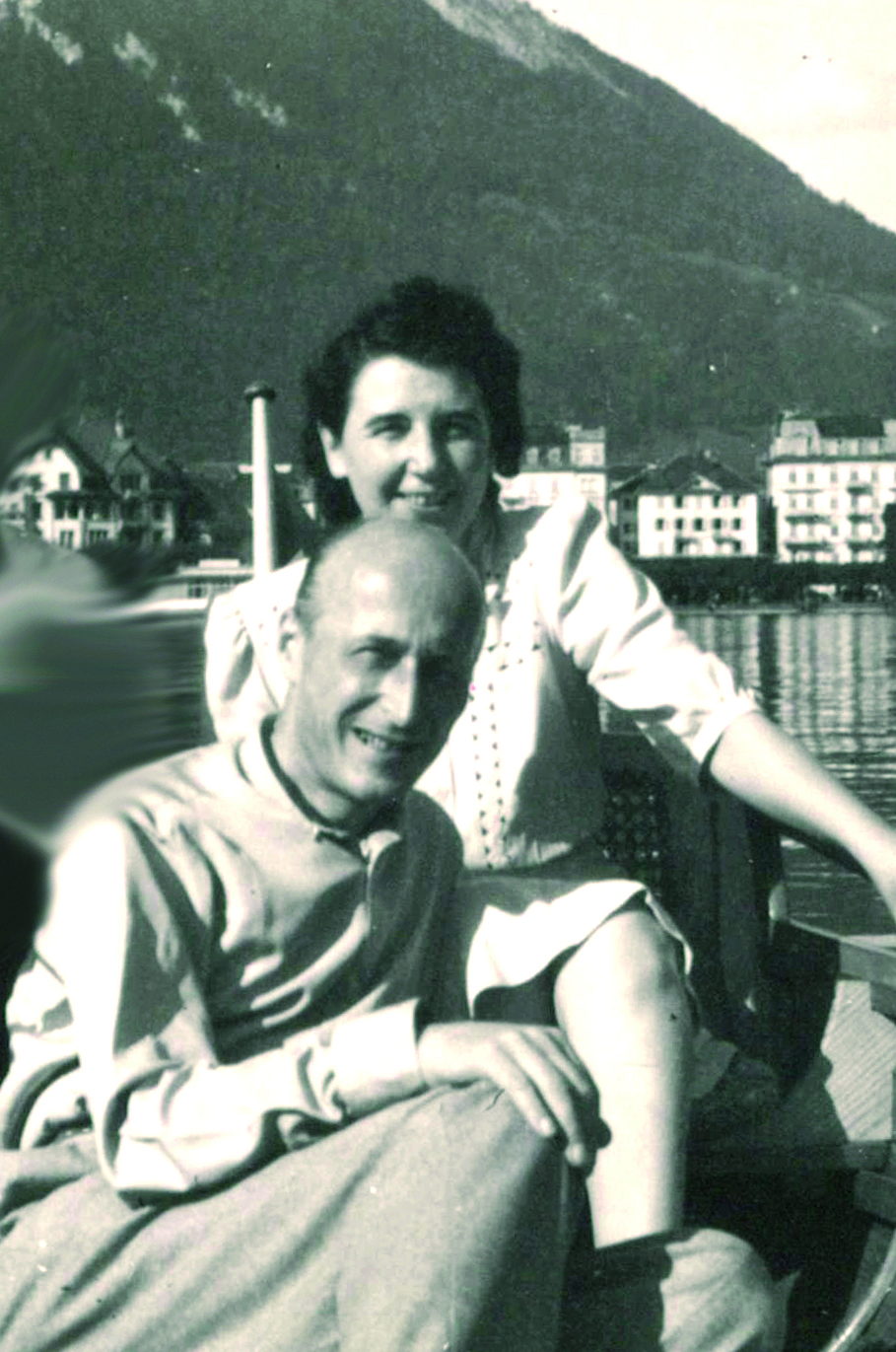
Ernest et Cecile Mühlethaler.

En 1954, les Mühlethaler, passionnés de botanique fondent le laboratoire Multaler. Ils mettent au point l’association de 5 huiles essentielles issues du sud de la France, la « Quintessence », qui devient l’élément phare de leur gamme de soins, sous le nom de marque Yon-Ka.
En 1968, le laboratoire est repris par Françoise, biochimiste et Catherine Mühlethaler, esthéticienne, fille et nièce des fondateurs, qui deviennent respectivement PDG et DG de l’entreprise. C’est le début du développement de la marque à l’international : en 1987, Françoise Mühlethaler crée la filiale américaine pour répondre aux besoins des Spas qui prennent leur essor sur le continent américain. Puis l’entreprise va progressivement développer un réseau de distribution mondial.
En 2018, Yon-Ka lance une novelle gamme de produits pour les peaux sensibles.